# St. Joseph (Rieder)

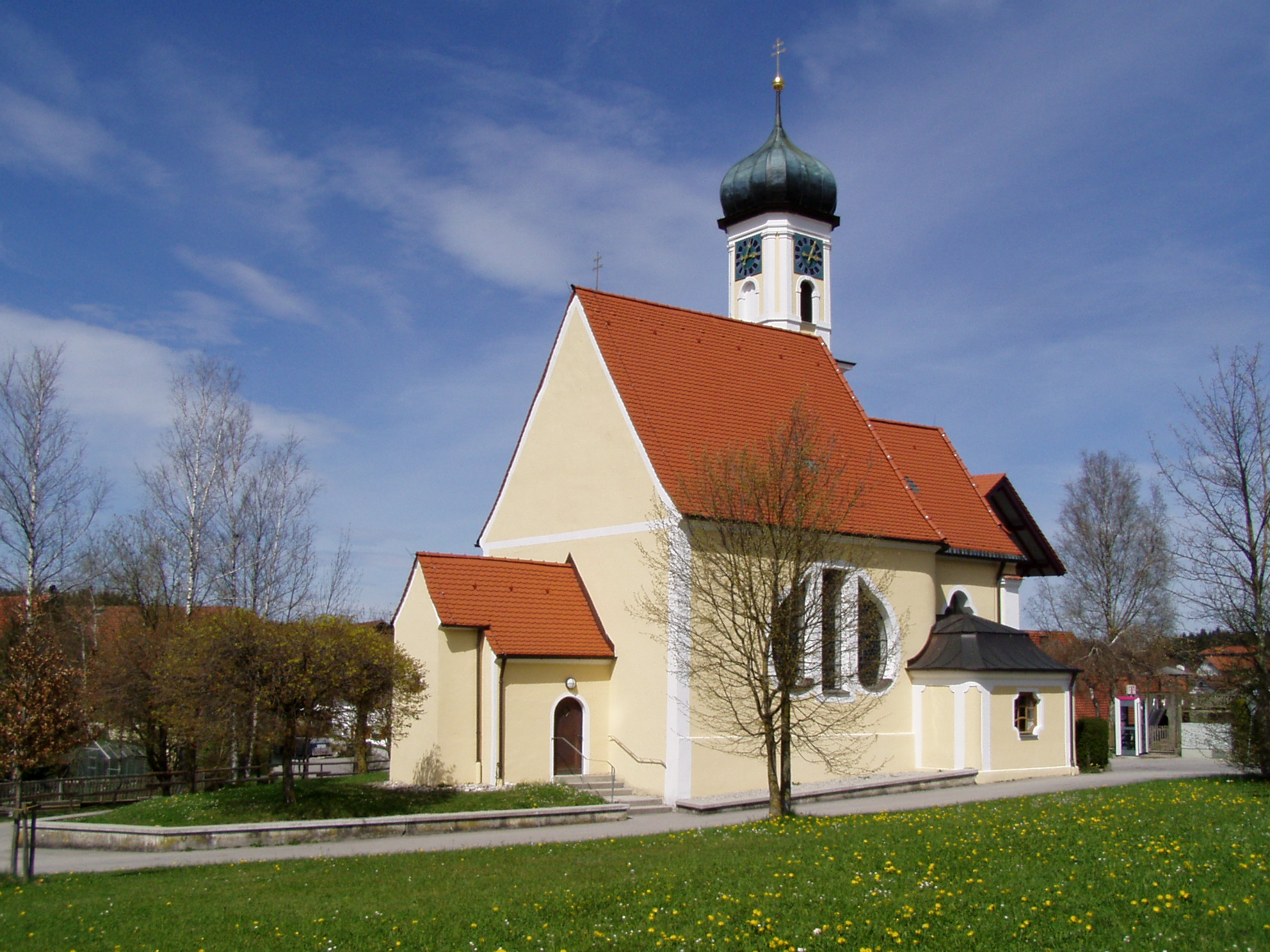
St. Joseph in Rieder

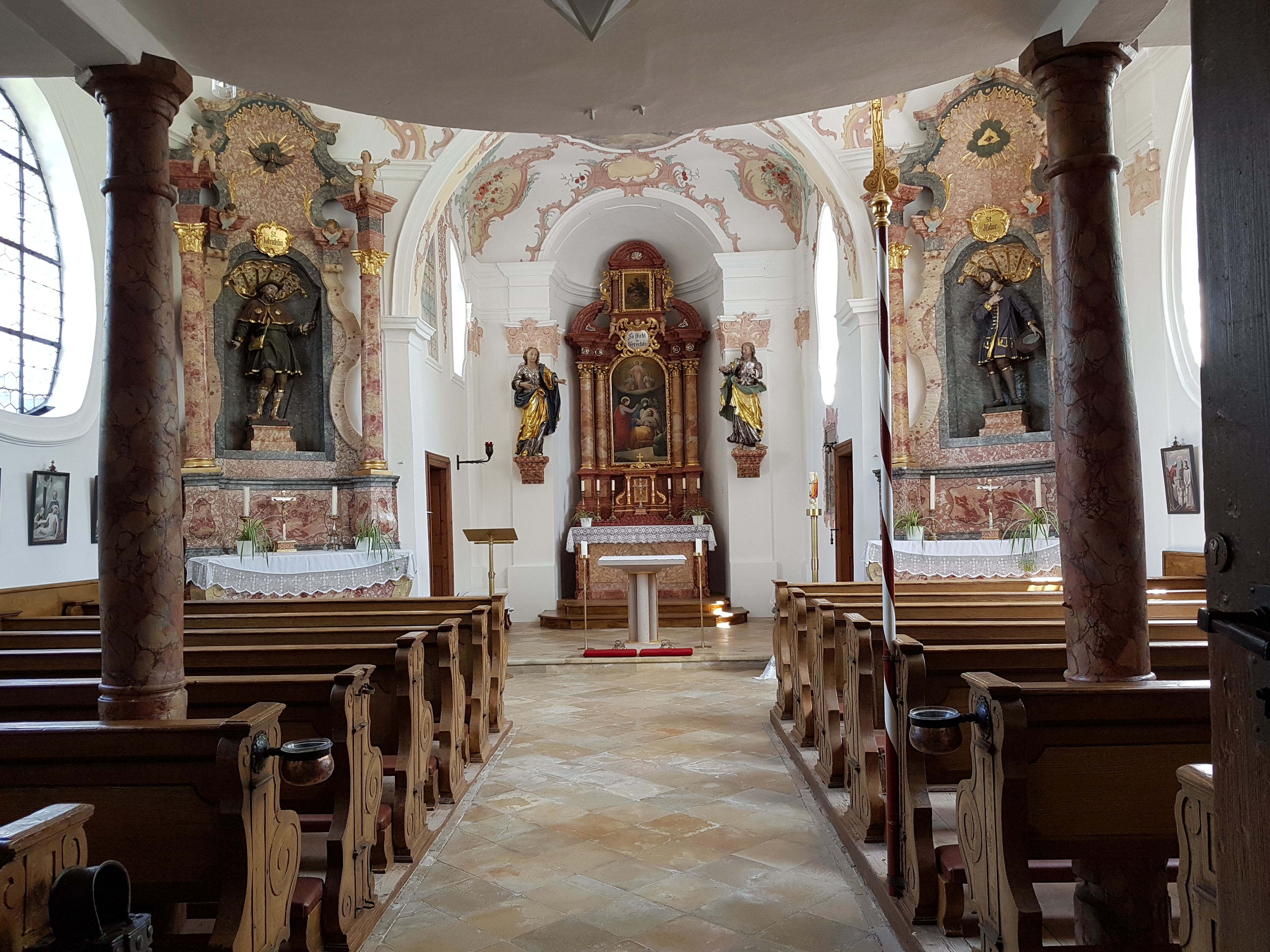
Innenansicht zum Altar

Die römisch-katholische Filialkirche St. Joseph steht in Rieder, einem Stadtteil von Marktoberdorf im schwäbischen Landkreis Ostallgäu von Bayern. Das Bauwerk ist in der Liste der Baudenkmäler in Marktoberdorf als Baudenkmal unter der Nr. D-7-77-151-65 eingetragen.

## Beschreibung
Die Saalkirche wurde 1763 nach einem Plan von Franz Karl Fischer anstelle einer teilweise abgebrochenen Kapelle aus dem 17. Jahrhundert errichtet. Sie besteht aus einem Langhaus, einem eingezogenen, dreiseitig geschlossenen Chor im Osten, in den die Kapelle einbezogen wurde, einer Sakristei an der Südwand und einem Chorflankenturm auf quadratischem Grundriss an der Nordwand des Chors. Er wurde mit einem Geschoss mit Pilastern an den abgeschrägten Ecken aufgestockt, das die Turmuhr und den Glockenstuhl mit drei Kirchenglocken beherbergt, und mit einer Zwiebelhaube bedeckt. Die Fenster wurden in der Tradition von Johann Jakob Herkomer gestaltet. 
Der Innenraum des Langhauses ist mit einer Flachdecke überspannt. Der in der Erbauungszeit eingebrachte Stuck wird Joseph Fischer zugeschrieben. Der Hochaltar wurde aus Stuckmarmor gebaut. 